# Twin Fantasy
Twin Fantasy, més tard retitulat Twin Fantasy (Mirror to Mirror), és el sisè àlbum en solitari del músic d'indie rock estatunidenc Will Toledo, sota el seu àlies Car Seat Headrest. Des del seu llançament el 2011, l'àlbum ha acumulat un seguiment de culte en línia, amb els fòrums d'Internet 4chan i Reddit jugant un paper important en el seu èxit. Una re-gravació de l'àlbum, anomenada Twin Fantasy (Face to Face) es va publicar a través de Matador Records el 16 de febrer de 2018.

## Concepció i gravació
L'escriptura per a Twin Fantasy va començar a mitjans del 2011, després que Toledo es traslladés de la Virginia Commonwealth University al College of William and Mary degut a sentiments d'aïllament i ansietat. Va especificar en una entrevista a Uproxx que va ser el primer àlbum de Car Seat Headrest que va ser concebut i escrit com un àlbum complet, en lloc de simplement una col·lecció de cançons. Aquest canvi d'estil havia estat el resultat del procés d'escriptura de la cançó «Beach Life-in-Death».
Twin Fantasy va ser interpretat i produït íntegrament per Toledo, i compta amb un ús destacat de producció lo-fi, en gran part degut a la seva manca de recursos. La portada de l'àlbum també va ser creada per Toledo, i l'art del llibret per l'artista de còmics independent Cate Wurtz, que abans havia treballat amb Toledo a l'art dels discs de 3, 4 i My Back is Killing Me Baby.

## Publicació
Twin Fantasy va ser llançat inicialment a través de la plataforma de música en línia Bandcamp el 2 de novembre de 2011. En el seu llançament, Toledo calcula que l'àlbum va ser descarregat per unes 100 persones, però des de llavors s'ha fet més de 33.000 vegades.
L'àlbum va comptar amb una remasterització al voltant d'un any després del seu llançament, amb un baix addicional afegit a la majoria de cançons.

## Música i lletres
Toledo va declarar a través de Tumblr que Twin Fantasy és un àlbum conceptual que explora una relació en la que ell estava en aquell moment. «Beach Life-In-Death», la cançó més llarga de l'àlbum, dura 12 minuts i 11 segons i canvia d'estil diverses vegades. El full de lletra inclòs amb les descàrregues separa la cançó en tres parts diferenciades.

## Influències
Toledo ha assenyalat que les seves principals fonts d'inspiració per a l'àlbum inclouen Pink Floyd, Of Montreal, Destroyer i They Might Be Giants, juntament amb diversos poetes romàntics que havia estat estudiant en aquell moment. La tornada de «Ana Ng» de They Might Be Giants es va interpolar a «Cute Thing» amb alguns canvis menors. L'outro de «Jugband Blues» de Pink Floyd es va interpolar a «High to Death» també amb alguns canvis. Tanmateix, això ha estat eliminat en futures versions.

## Llista de cançons
Tots els temes escrits i interpretats per Will Toledo .
| Núm.          | Títol                       | Durada  |
| ------------- | --------------------------- | ------- |
| 1.            | «My Boy (Twin Fantasy)»     | 2:49    |
| 2.            | «Beach Life-In-Death»       | 12:10   |
| 3.            | «Stop Smoking»              | 1:27    |
| 4.            | «Sober to Death»            | 5:03    |
| 5.            | «Nervous Young Inhumans»    | 4:14    |
| 6.            | «Bodys»                     | 6:15    |
| 7.            | «Cute Thing»                | 5:21    |
| 8.            | «High to Death»             | 6:16    |
| 9.            | «Famous Prophets (Minds)»   | 10:15   |
| 10.           | «Twin Fantasy (Those Boys)» | 6:28    |
| Durada total: | Durada total:               | 1:00:26 |

## Twin Fantasy (Face to Face)
El 16 de febrer de 2018 es va publicar una nova gravació de Twin Fantasy sota el nom de Twin Fantasy (Face to Face). Es tracta d'una regravació i reelaboració amb banda completa de l'àlbum original, el qual va ser llavors retitulat Twin Fantasy (Mirror to Mirror).